# Fritidsbebyggelse
Ved fritidsbebyggelse forstås bebyggelse til beboelses- og overnatningsformål for en kortere tid, enten bestemte årstider (især enten sommer eller vinter) dels for de enkelte familier, dels samlet for flere familier.

## Former
Man har gennem tiderne skelnet mellem ulige slags fritidsbebyggelse:
1. landsteder,
2. landliggervillaer,
3. sommerhuse,
4. campingpladser,
5. feriehuse,
6. badehoteller,
7. feriehoteller,
8. vandlande.

Skillelinjen mellem disse er til dels vilkårlig og afspejler dels et tidsmæssigt udviklingsforløb, dels forandringer i størrelse og udformning.

## Historie
Indtil 2. verdenskrig havde fritidsbebyggelsen form af landsteder, landliggervillaer og badehoteller.

### Feriebyer
Ved ferieloven 1938 blev blandt andet lovfastsat, at alle arbejdere skulle have ret til to ugers (12 dages) ferie med løn. Samme år i oktober oprettedes andelsselskabet Dansk Folkeferie. Dansk Folke-Ferie tog fat på at skabe mulighed for, at almindelige lønmodtagere fik lejlighed til at leje en feriebolig under ferien. I sommeren 1939 kunne Danmarks første ferieby, Fourfeld ved Esbjerg, tages i brug. 1942 indviedes en ferieby ved Marielyst bestående af 56 feriehytter af træ fordelt i en plantage ud mod Østersøen ved Nykøbing Falster.

### Sommerhuse
Endnu omkring 1950 fandtes der i hele Danmark omkring 40-50.000 sommerhuse.Mellem 1950 og 1975 voksede antallet til henved 150.000 sommerhuse svarende til, at 7-8% af husstandene i Danmark havde eget sommerhus. Denne sommerhusbebyggelse skete fortrinsvis langs de mest tiltrækkende badestrækninger og medførte, at disse blev fyldt op (og ødelagte) af sommerhusbebyggelsen. For at modvirke yderligere ødelæggelser af naturskønne fritidsområder begyndte man at opføre såkaldte feriecentre, der omfattede et begrænset antal udlejningssommerhuse bygget efter en i forvejen fastlagt plan og under hensyn til forskånelse af landskabets sårbare dele. Sådanne feriecentre var: Rødhus Klit (opført 1961-62), Vigsø (opført 1970) og Løjt (opført 1973).

### Ferievaner
I 1966 viste en undersøgelse ved Socialforskningsinstituttet over fritidsvanerne i Danmark, at et repræsentativt udvalg af befolkningen i 1963-64 havde tilbragt deres ferie således (nogle angav flere ferieformer):
Ferie i Danmark – 69,2 %, hvoraf:
hjemme eller hos familie – 40,1 %
i eget sommerhus – 6,4 %
i lejet sommerhus – 4,6 %
på campingplads – 3,6 %
bil-, cykel- eller vandretur – 7,8 %
hotel og pensionat – 2,1 %
anden ferie – 4,6 %
Ferie i udlandet – 14,6 %
Ingen ferie – 31,0 %

### Problemer ved fritidsbebyggelse
I den redegørelse for planlægningen af arealanvendelsen, som Landsplansekretarietet offentliggjorde i 1974, påpegedes en række alvorlige problemer ved den fortsatte uhæmmede fremvækst af fritidsbebyggelse. Allerede i 1965 havde en undersøgelse af kystområderne på Sjælland og Møn lavet af Landsplanudvalgets sekretariat vist, at private udstykninger havde blokeret adgangen til tiltrækkende strande. Især pegedes på, at de tætbebyggede sommerhusområder kun sjældent gav mulighed for tilkørsel og parkering ved stranden for fremmede og derved forhindrede brugen af bademulighederne for andre end sommerhusejerne. Yderligere pegedes på, at kun omkring 1.200 km af den samlede kyststrækning på 7.500 km kunne anses for egnet til intensiv rekreativ udnyttelse, 2.000 km var mindre egnet og resten ansås for uegnet hertil. Man sluttede derfor, at de endnu ubebyggede kystrækninger, der var velegnede til friluftsliv, burde friholdes for bebyggelse.
I begyndelsen af 1970'erne fandt miljøministeren og Folketinget, at der var planlagt områder til opførsel af yderligere 80.000 sommerhuse, idet der skønsmæssigt opførtes 7-8.000 om året. Yderligere blev det fastslået, at der var planer om store feriehoteller og vandlande med plads til mere end 12.000 sengepladser (pr. januar 1977). Ved et politisk forlig i august 1977 blev der derfor sat yderligere midler af til støtte for feriebyer, og i 1978 blev der reelt indført et stop for yderligere sommerhus- og feriehotelbyggerier.